# 祖巴里
50°3′18″N 26°55′54″E / 50.05500°N 26.93167°E

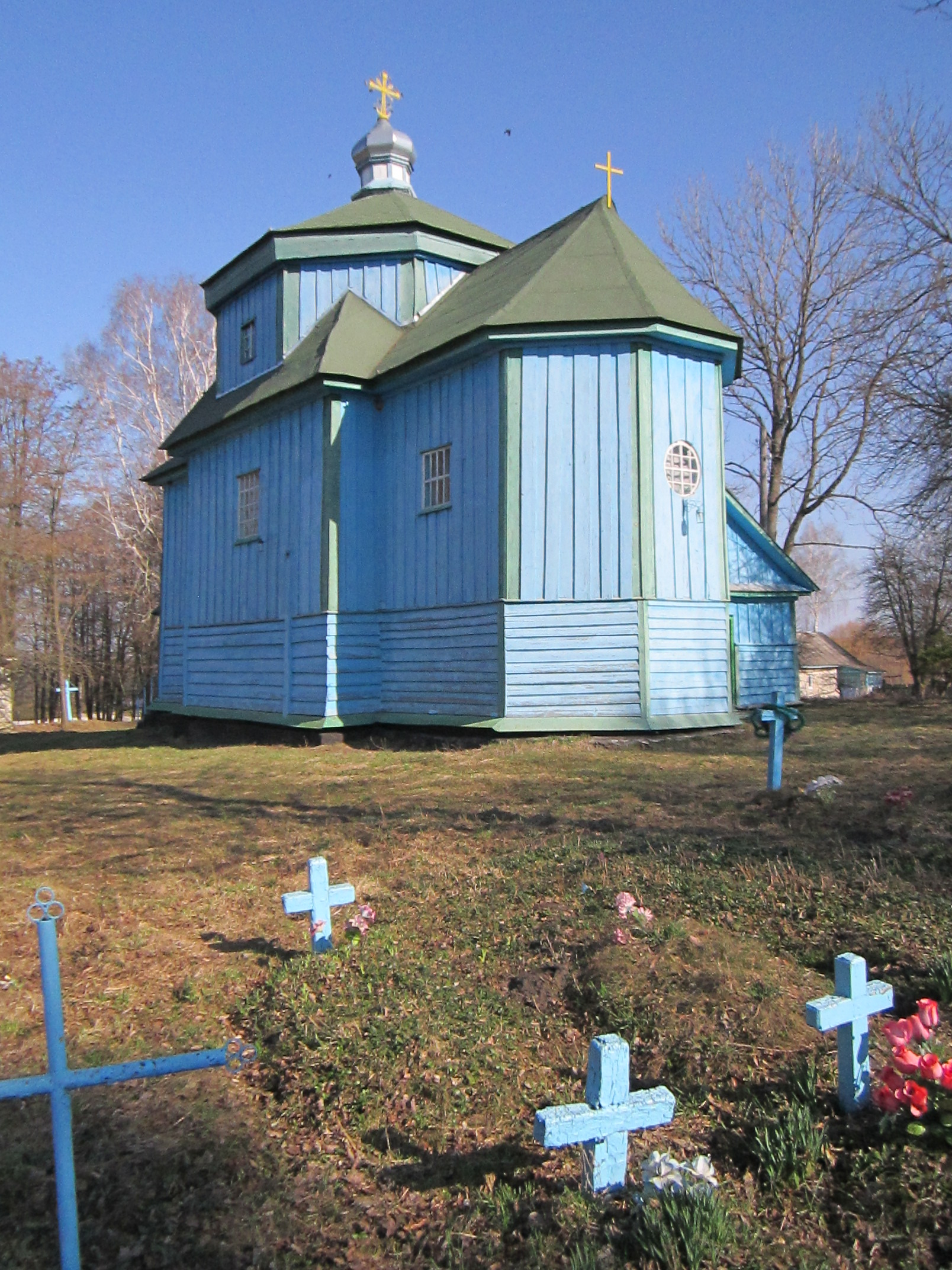

祖巴里（烏克蘭語：Зубарі），是烏克蘭西部的村莊，隸屬赫梅利尼茨基州的舍佩蒂夫卡區。該村始建於1581年，面積1.17平方公里，海拔高度261米，2001年人口352，人口密度每平方公里300.6人。